# Dolichosybra strandiella
Dolichosybra strandiella är en skalbaggsart som beskrevs av Stefan von Breuning 1942. Dolichosybra strandiella ingår i släktet Dolichosybra och familjen långhorningar. Inga underarter finns listade i Catalogue of Life.